# Gymnosteris nudicaulis
Gymnosteris nudicaulis är en blågullsväxtart som först beskrevs av William Jackson Hooker och Arn., och fick sitt nu gällande namn av Edward Lee Greene. Gymnosteris nudicaulis ingår i släktet Gymnosteris och familjen blågullsväxter. Inga underarter finns listade i Catalogue of Life.

## Bildgalleri

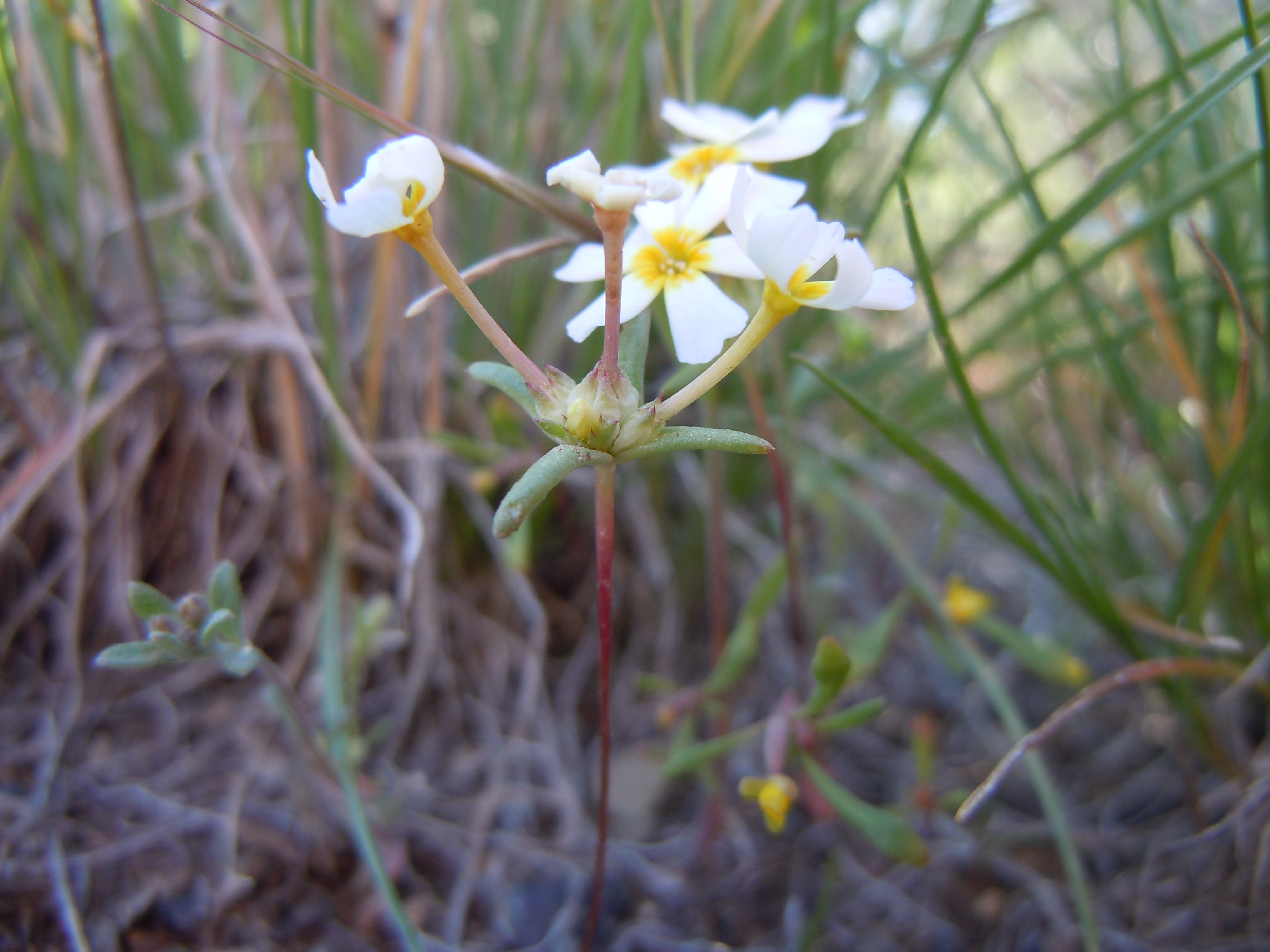
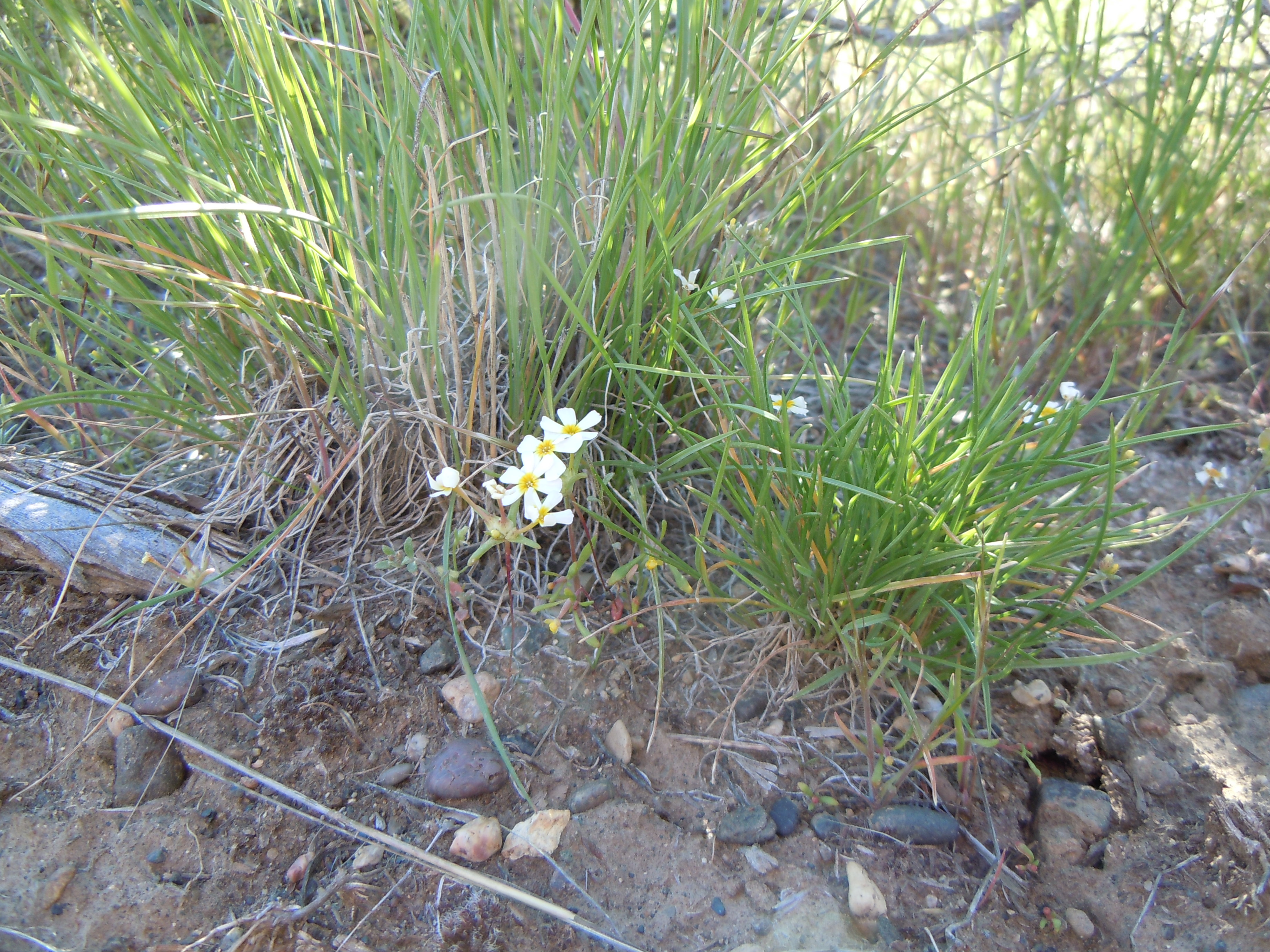
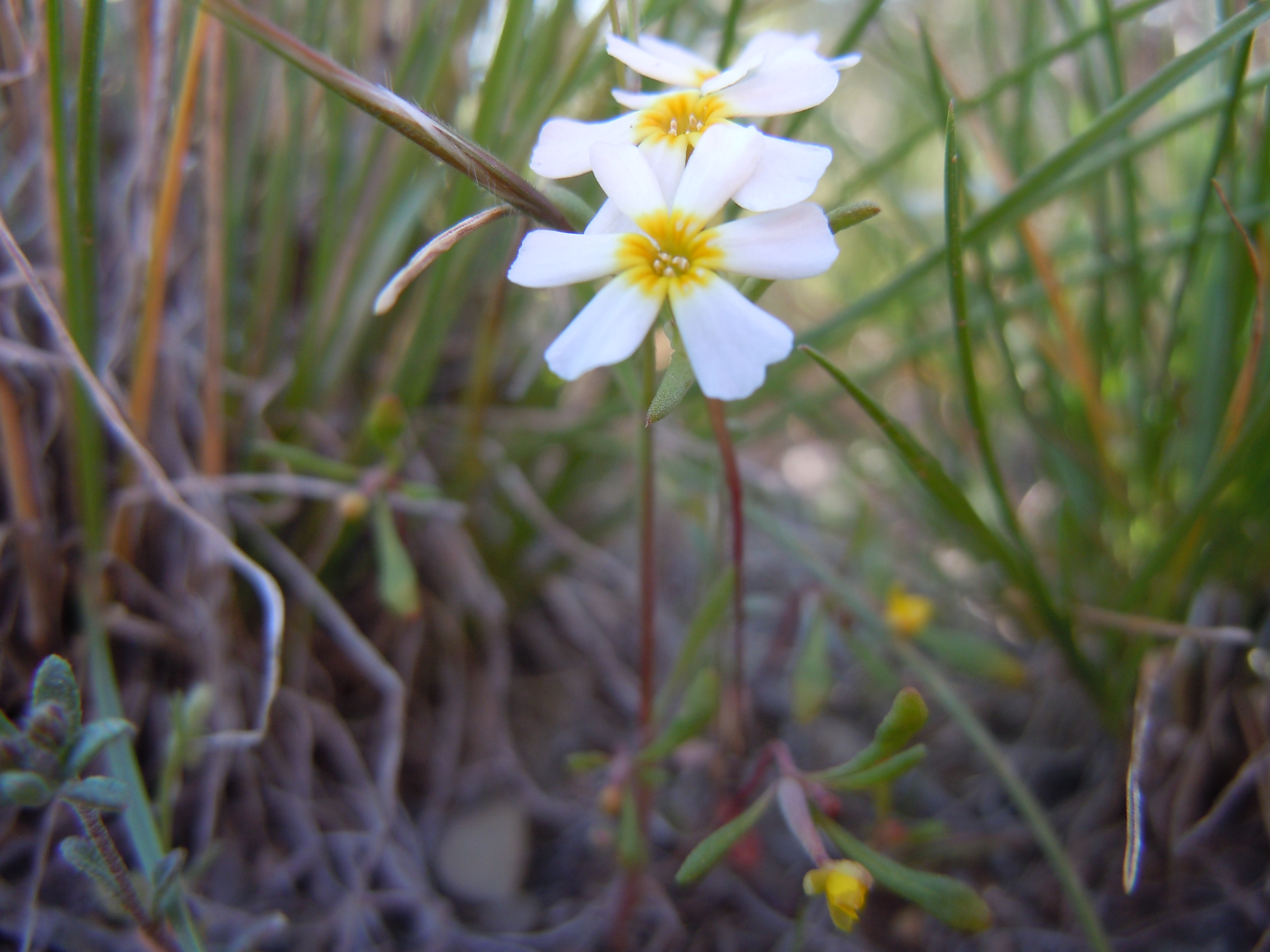
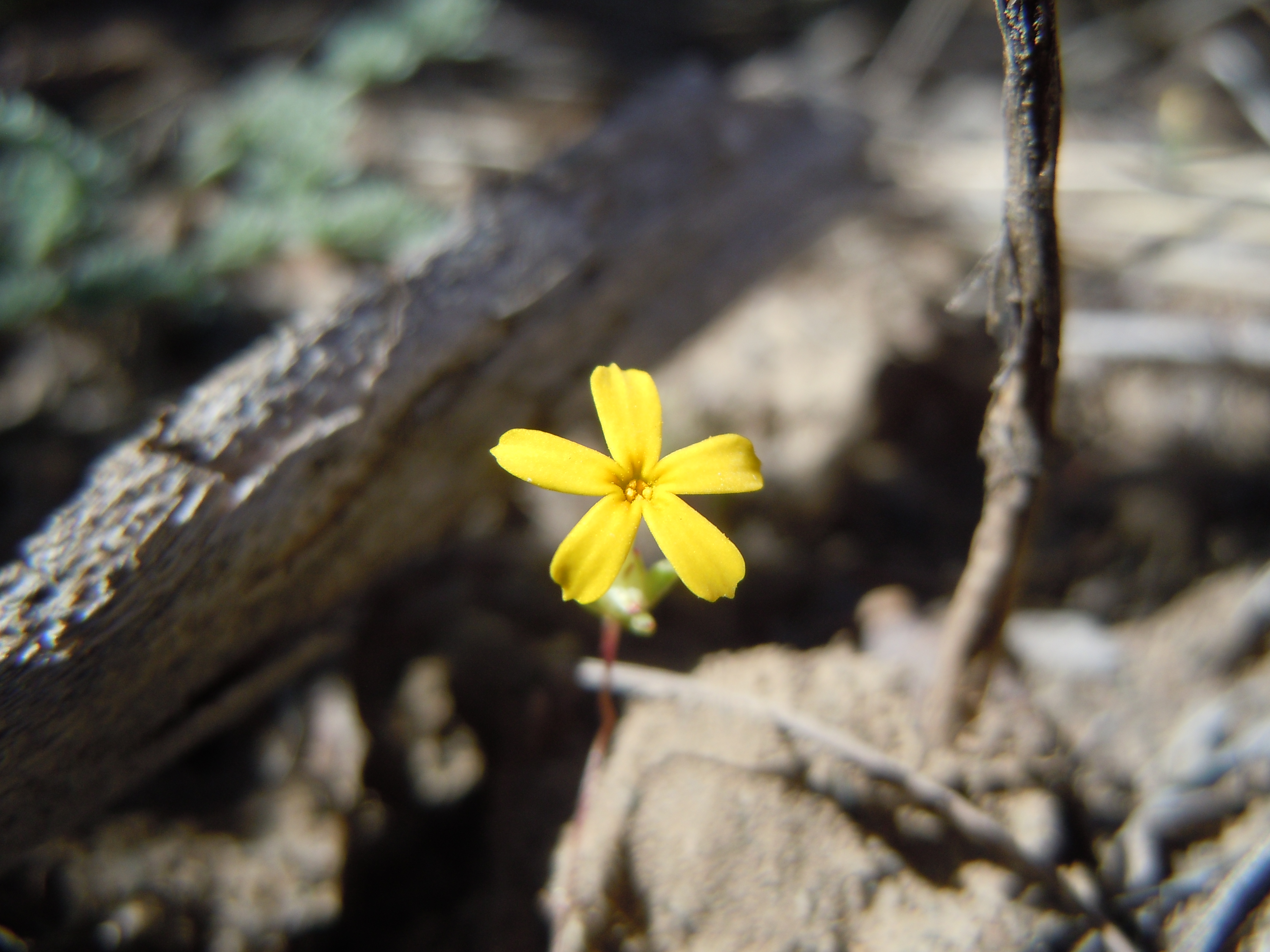
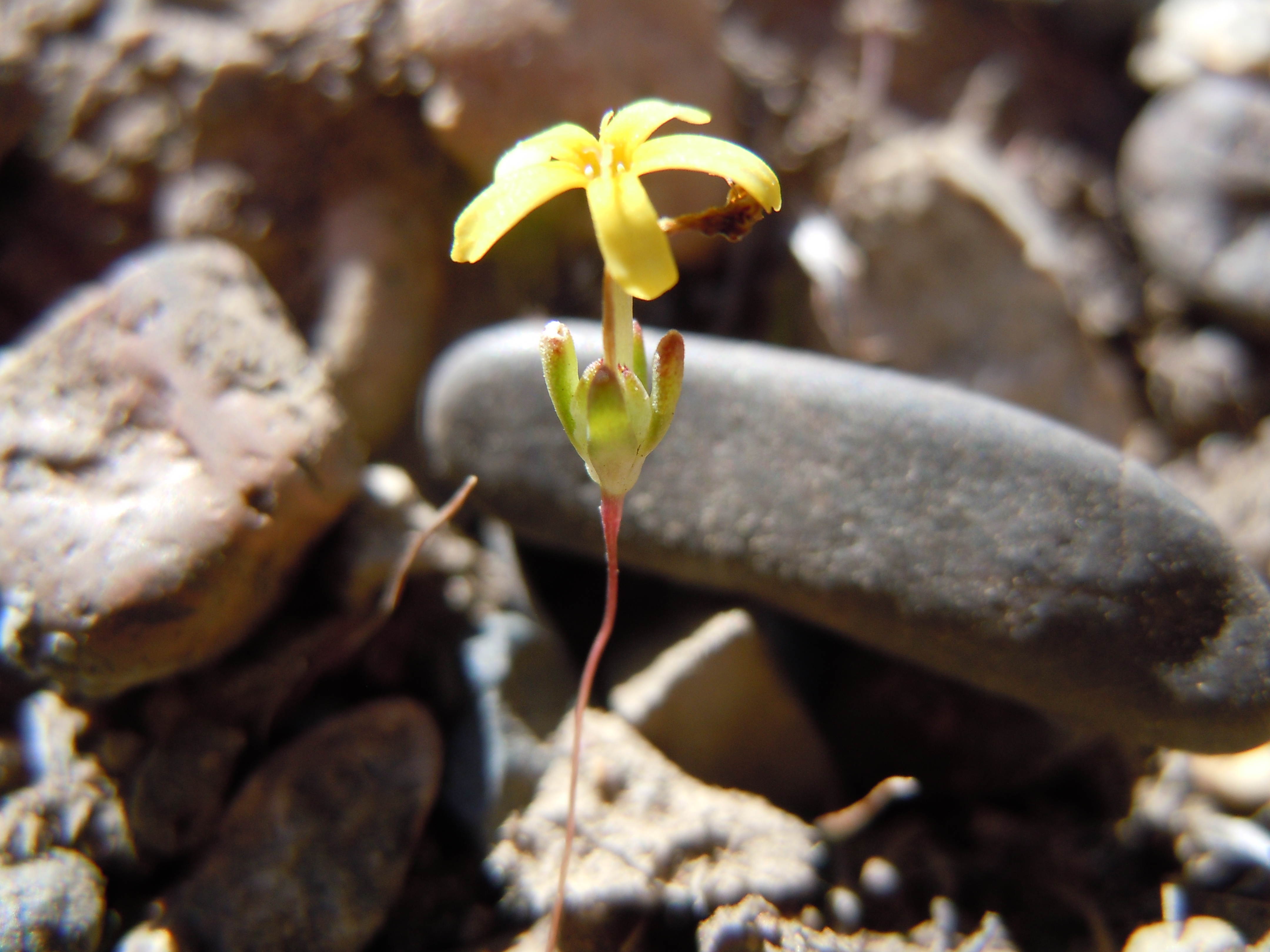
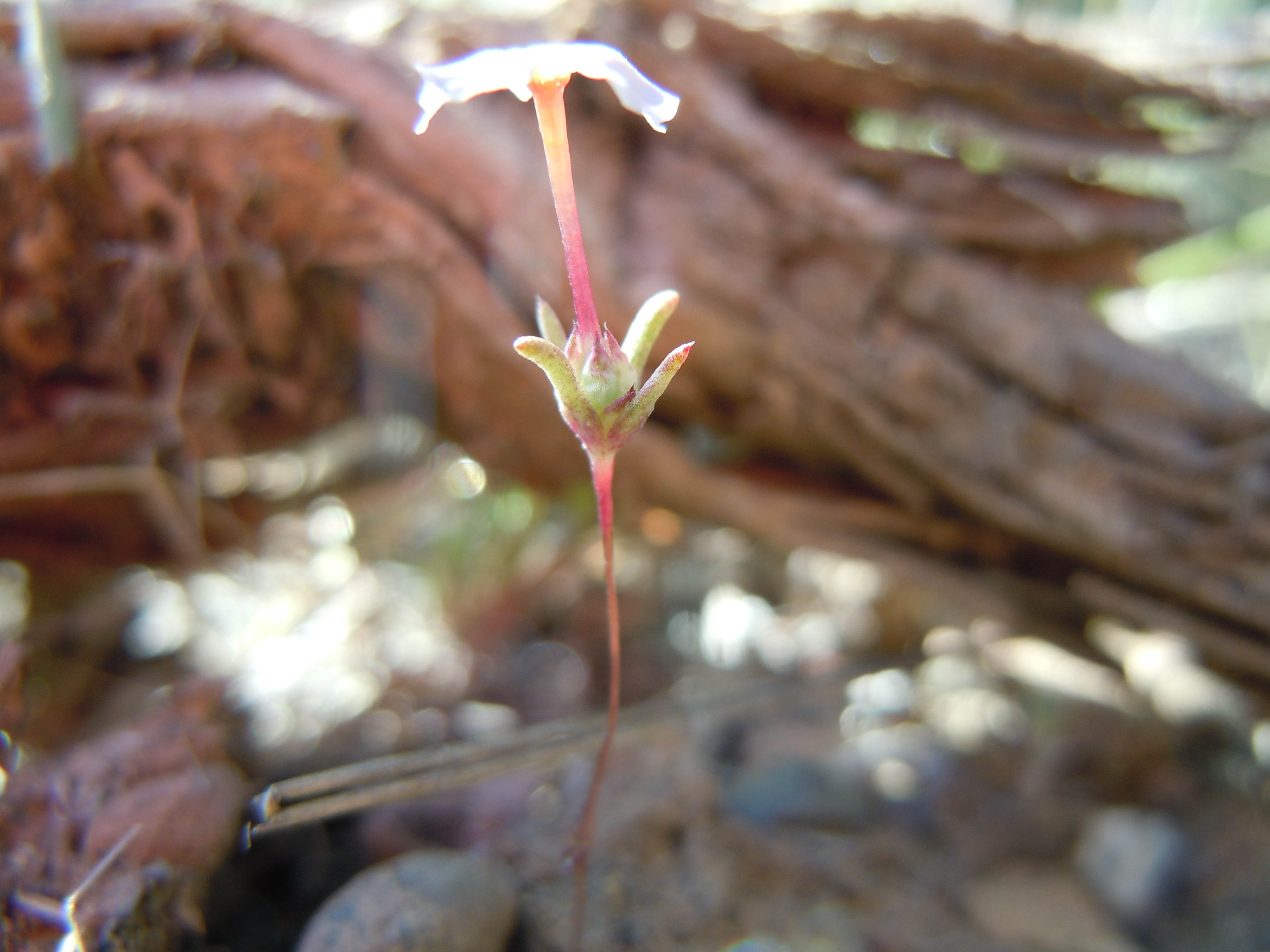